# Norrarm
Norrarm eller Norrearm är ett skärgårdsområde som sträcker sig mellan Upplandskusten och Åland, som en nordlig pendang till Söderarm.
I området ingår bland annat Gisslingö, Tyvö, Fejan, Tjockö, Granhamn, Vattungarna, Mjölskären, Stockholmen, Tjärven, Håkanskär samt en mängd andra mindre öar och ögrupper.